# Linyanti viltreservat
Linyanti är ett viltreservat i Botswana.   Det ligger i distriktet North-West, i den norra delen av landet, 700 km norr om huvudstaden Gaborone.
Omgivningarna runt Linyanti är huvudsakligen savann. Trakten runt Linyanti är nära nog obefolkad, med mindre än två invånare per kvadratkilometer.